# Église Sainte-Florence de Sainte-Florence (Gironde)
L'église Sainte-Florence est une église catholique  du XIIe siècle, située sur la commune de Sainte-Florence, dans le département de la Gironde, en France.

## Localisation
L'église se trouve au village de Sainte-Florence, sur la route départementale D18, entre Saint-Jean-de-Blaignac vers l'ouest et Saint-Pey-de-Castets vers l'est.

## Historique
L'église du village de Sainte-Florence, près d'une source, objet d'un pèlerinage, a conservé sa structure romane. La nef unique rectangulaire terminée à l'est par une abside en hémicycle plus étroite, est prolongée par une courte travée droite. Il y a des traces de la présence d'une église romane du XIe siècle. L'église actuelle a été construite au XIIe siècle. Son abside s'ouvre sur la nef par un arc triomphal en plein cintre retombant sur deux demi-colonnes adossées par l'intermédiaire de deux chapiteaux ; l'un porte des lions et des feuilles, l'autre un personnage debout entre deux lions. La nef n'est pas voûtée. Elle termine à l'ouest par un clocher-mur. Un portail roman percé dans un avant corps présente quelques restes de sculpture.
L'église a été modifiée au XVe siècle par le percement d'une porte dans le mur nord de la nef. Elle est sculptée de deux anges présentant un écu.
Au XVIIIe siècle, une sacristie fut ajoutée au sud en 1727 et un porche à l'ouest. Ce dernier protège le portail et a gardé sa charpente d'origine.
L'édifice a été inscrit au titre des monuments historiques par arrêté du 16 avril 2002.

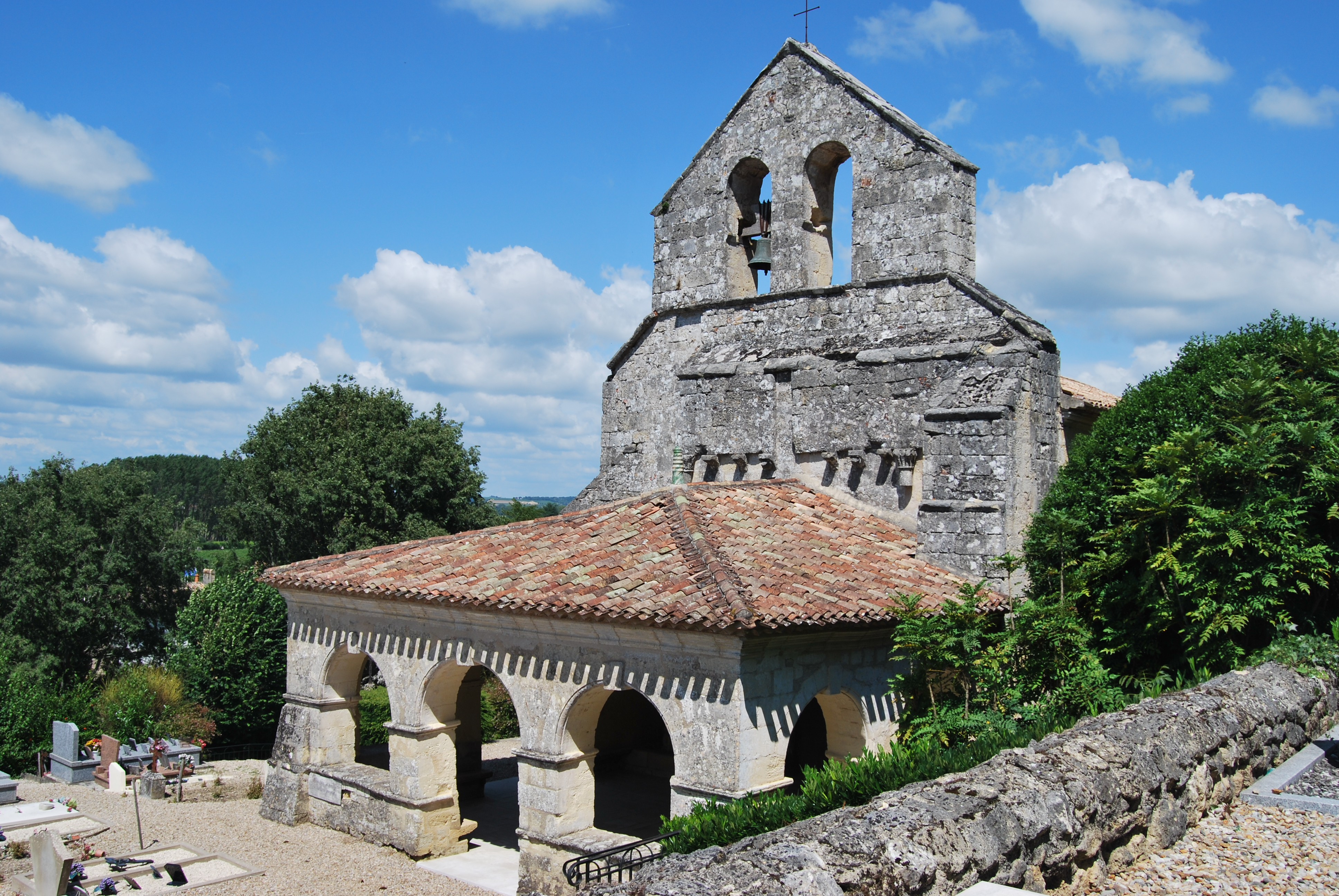
Vue nord-est
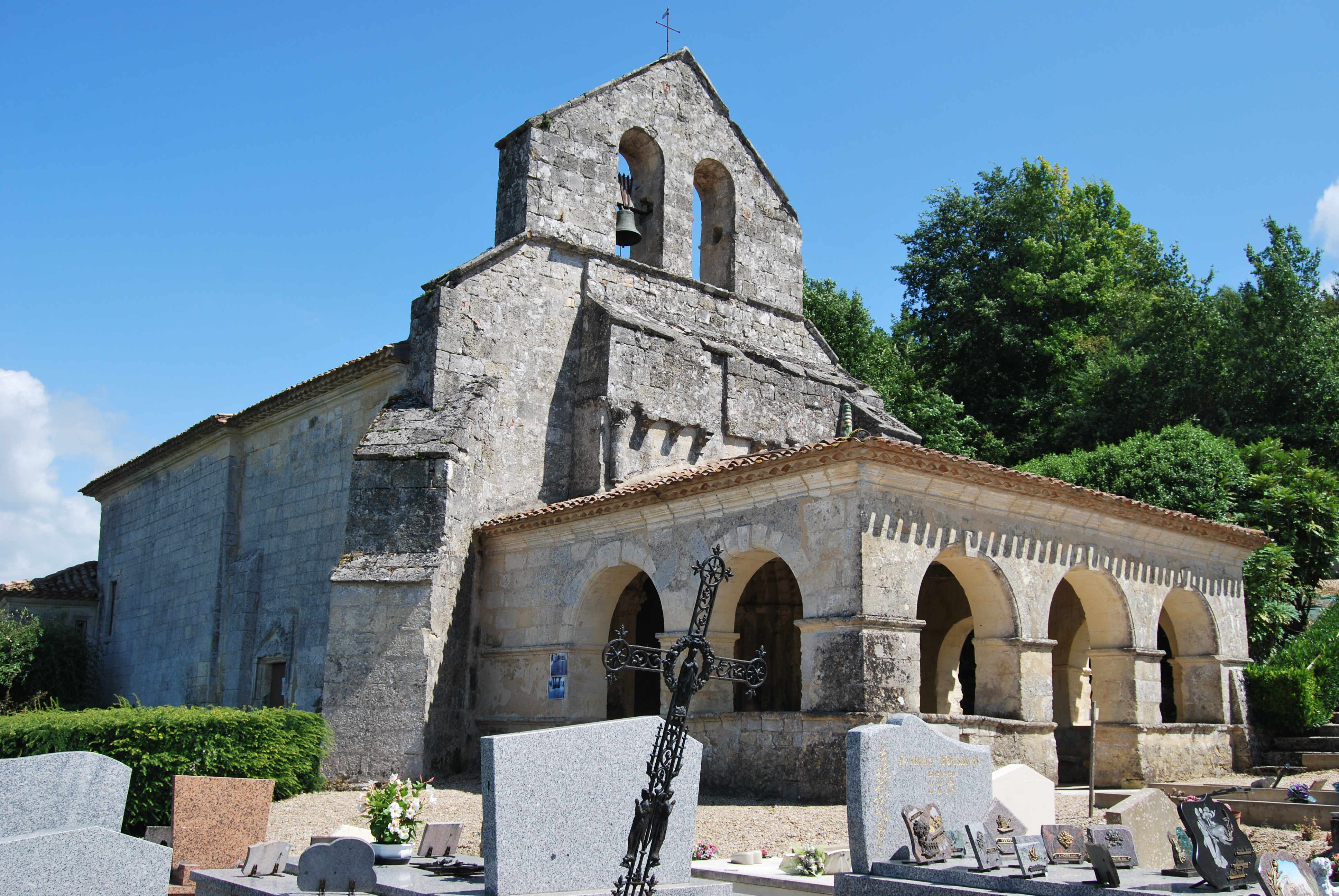
Vue sud-est
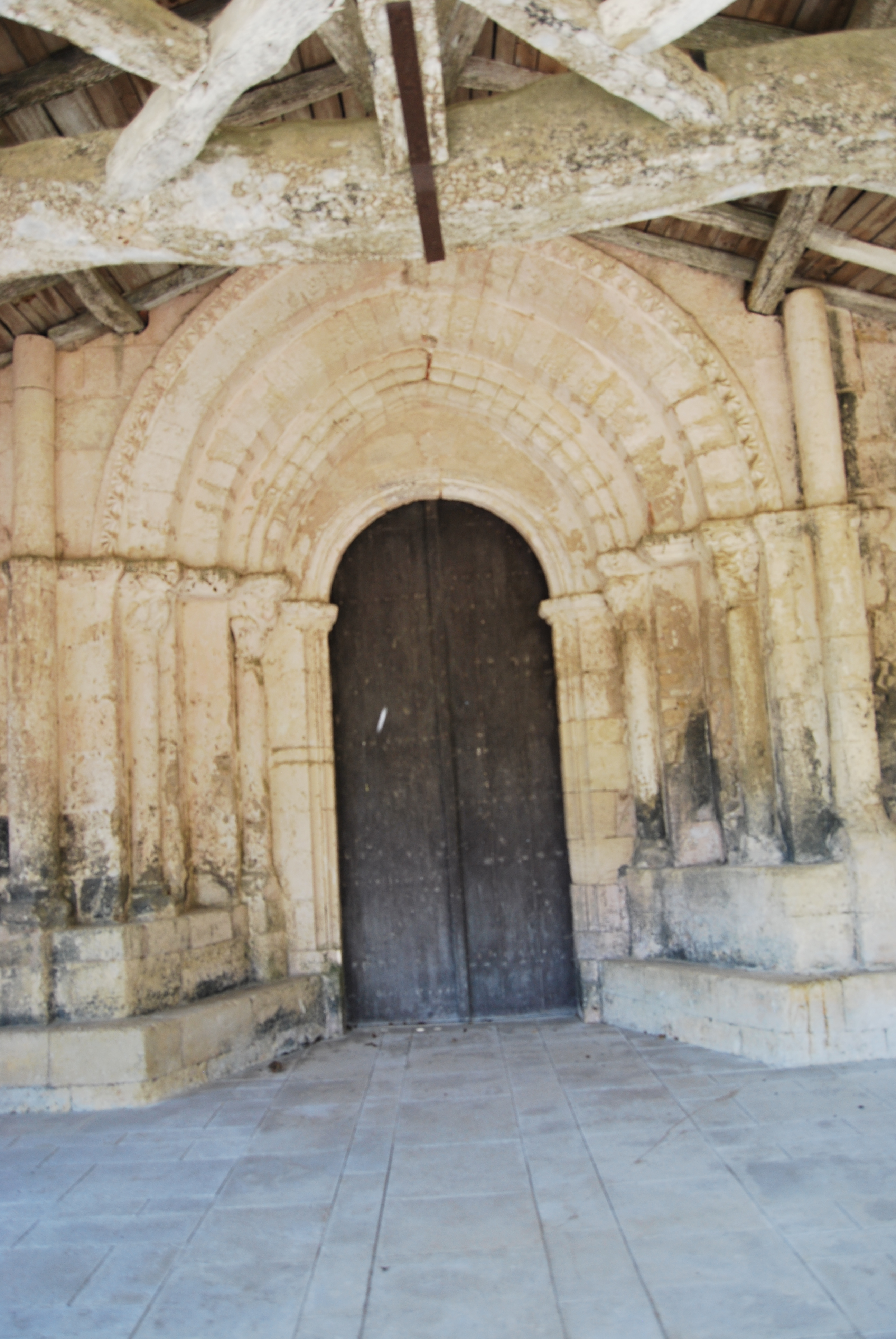
Le Portail roman
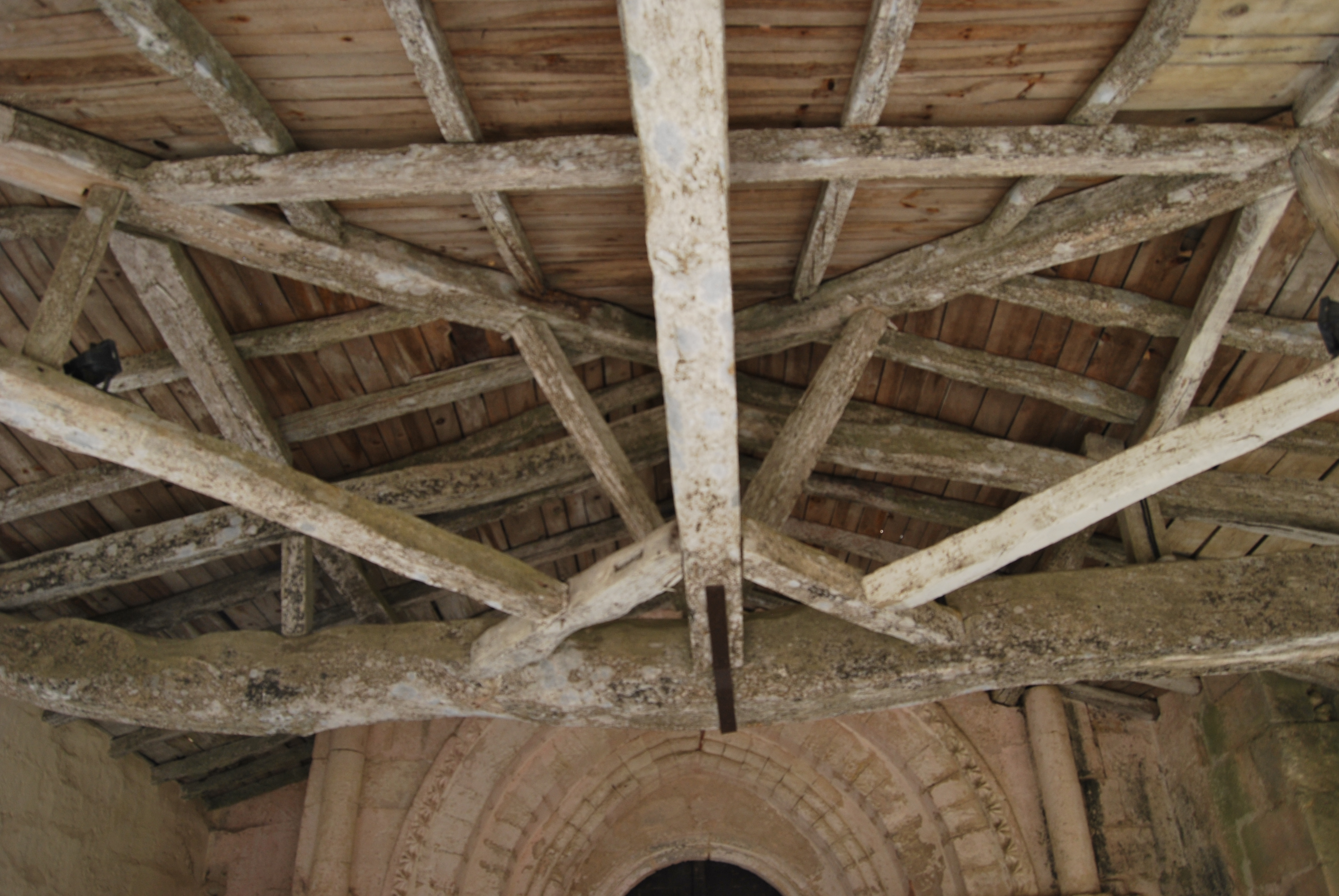
La charpente du porche
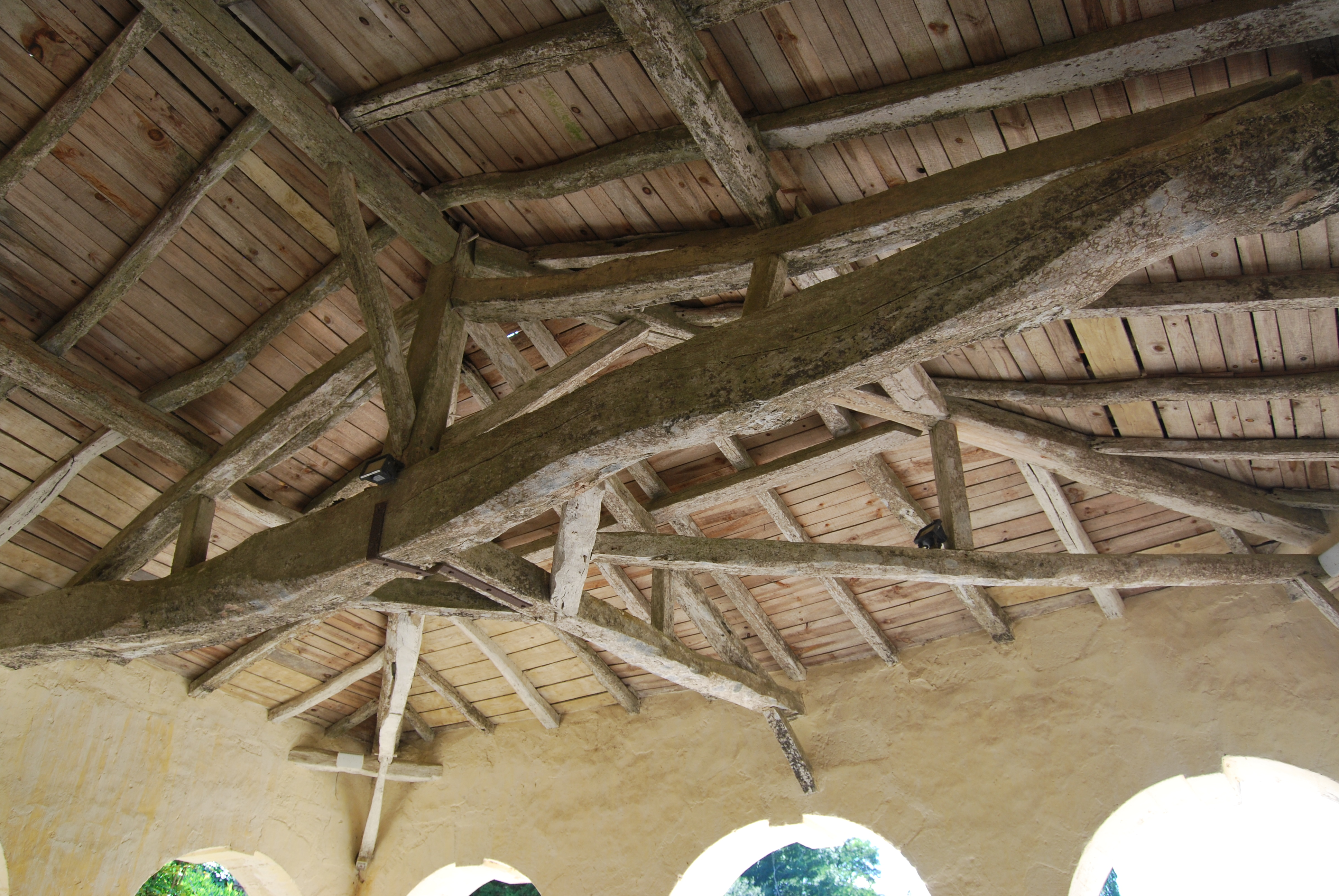
La charpente du porche